# 長山大樹
長山 大樹（ながやま はるき、1980年 - ）は、日本のアートディレクター。

## 人物
群馬県高崎市出身。
バンタンデザイン研究所卒業後、都内デザイン事務所を経て、2004年に株式会社たき工房に入社。
アートディレクターとしてグラフィックデザインを中心にデジタルやムービー、イベントなどのプロモーションの企画・制作。
空間演出やプロダクトデザインなど幅広い領域で活動。日本グラフィックデザイナー協会（JAGDA）会員。
また、日本の木材を使用した日々の生活を豊かにするプロダクトブランド「Wood market soo soo」も主宰。
販売商品である［KAKECCO］がグッドデザイン賞を受賞。